# Dorfkirche Ballstedt

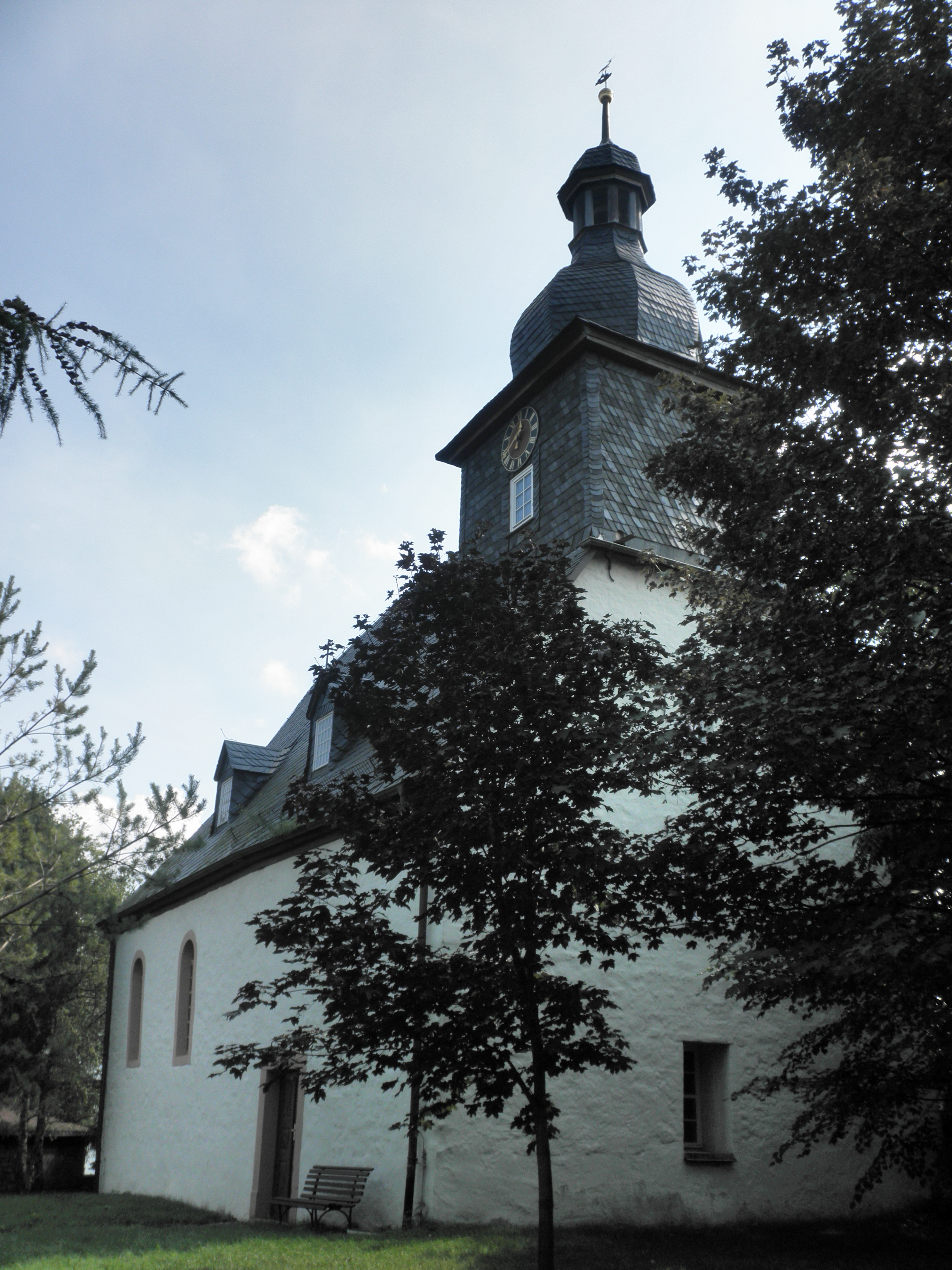
Die Kirche

Die evangelische Dorfkirche Ballstedt steht in der Gemeinde Ballstedt im Landkreis Weimarer Land in Thüringen. Sie gehört zum  Kirchengemeindeverband Ramsla im Kirchenkreis Weimar der Evangelischen Kirche in Mitteldeutschland.

## Lage
Die Dorfkirche befindet sich am Südrand des Rundlingdorfes Ballstedt. Das Dorf lag einst an der Via Regia. Heute führt die Landesstraße 1055 durch das Dorf.

## Geschichte
Die 1500 im spätgotischen Stil erbaute Kirche brannte 1637 brannte kriegsbedingt aus und wurde zwischen 1700 und 1701 wiederaufgebaut. Sie wird von einem Dachreiter gekrönt.
Bereits 1988 erfolgte eine Renovierung, der 1999–2001 eine gründliche Sanierung der Kirche mit Umfeld folgte. Die Orgel, ein Werk des Orgelbauers Hermann Kopp (Bürgel) von 1888, wurde 2006 durch Orgelbau Schönefeld aus Stadtilm restauriert.
Die Kirche und der Friedhof sind in die Denkmalliste des Landkreises Weimarer Land aufgenommen worden.